# Chaise (fiume)
La Chaise è un fiume francese che scorre nei dipartimenti della Savoia e dell'Alta Savoia (regione Alvernia-Rodano-Alpi), confluendo poi nel fiume Arly a Ugine.

## Geografia
Lungo 23,7 km, la Chaise  —  principale affluente dell'Arly —nasce sul Plan des mouilles, nel comune di Bouchet-Mont-Charvin, a 1700 metri d'altitudine, a nordovest del Monte Charvin (2409 m) e ad est della montagna di Sulens.
Essa passa da Bouchet-Mont-Charvin, Saint-Ferréol, Marlens e infine confluisce nell'Arly nel comune di Ugine a 405 metri d'altitudine, proprio a sud della zona industriale e dell'acciaieria elettrica di Ugine, nella località detta "les Glaciers". A Saint-Ferréol, all'inizio del conoide di deiezione e l'uscita delle gole, una gora lascia l'alveo del torrente per attraversare il villaggio in direzione sudovest poi, raggiunta la pianura non lontano da Faverges, piega verso est, passa ai piedi di Cons-Sainte-Colombe e confluisce nella Chaise a livello di Ombre-Dessous.

### Comuni e cantoni attraversati
Nei due dipartimenti della Savoia e dell'Alta Savoia, la Chaise attraversa cinque comuni e tre cantoni:
- da monte verso valle: Le Bouchet-Mont-Charvin (sorgente), Serraval, Saint-Ferréol, Val de Chaise, Ugine (confluenza).

La Chaise nasce nel cantone di Faverges-Seythenex e confluisce nel cantone di Ugine, il tutto nell'arrondissement di Annecy e in quello di Albertville.

### Organismo gestionale
L'organismo gestionale è lo SMBVA o Syndicat Mixte du Bassin Versant Arly.

## Affluenti
(rd = riva destra; rs = riva sinistra)
La Chaise ha cinque affluenti ufficiali:
- il torrente Nant de Size (rs), 2 km sul solo comune di Le Bouchet-Mont-Charvin.
- il torrente del Marais o torrente di Montaubert (rd), 6,2 km sul solo comune di Serraval e venendo da la Tournette (2353 m).
- il torrente della Cha (rs), 4 km sul solo comune di Ugine e passando per il lago del Monte Dessus.
- il Nant Trouble (rs), 6,1 km sul solo comune di Ugine.
- il Nant Pugin (rs), 4,3 km sul solo comune di Ugine.

Géoportail aggiunge:
- il torrente di Lachenal (rd), sui due comuni di Marthod e di Ugine

Il numero di Strahler è due.